# Johann Jakob Gessner
Pour les articles homonymes, voir Gessner.
Johann Jakob Gessner est un orientaliste et numismate suisse, né à Zurich en 1707 et mort en 1787. 

## Biographie et œuvre
Fils du pasteur Christoph Gessner et d’Esther née Maag, il est le frère aîné du médecin et naturaliste Johannes Gessner. Il effectue des études de théologie au Collegium Carolinum à Zurich où il est nommé en 1740 professeur d'hébreu puis en 1757 professeur d'exégèse biblique.
Gessner a publié des recueils illustrés traitant de monnaies grecques et romaines :
- Thesaurus universalis omnium numismatum veterum græcorum et romanorum, 1733, 4 vol. in-folio ;
- Numismata regum Syriæ, Ægypti et Arsacidarum, Zürich, 1737.
- Numismata regum Macedoniæ, 1738, in-folio.

## Source
- « Johann Jakob Gessner », dans Pierre Larousse, Grand dictionnaire universel du XIXe siècle, Paris, Administration du grand dictionnaire universel, 15 vol., 1863-1890 [détail des éditions].
- Karin Marti-Weissenbach, « Johann Jakob Gessner », dans Dictionnaire historique de la Suisse (DHS), 2006 Lire en ligne.